# 卡布拉峰

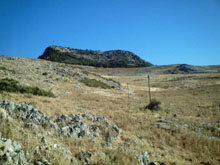

37°29′12″N 4°22′50″W / 37.48667°N 4.38056°W
卡布拉峰（西班牙語：Picacho de la Sierra de Cabra），是西班牙的山峰，位於該國南部安達盧西亞自治區的科爾多瓦省，屬於薩貝蒂科山脈的一部分，海拔高度1,217米，是卡布拉山脈的第二高峰。